# Primula rosea
Primula rosea es una especie perteneciente a la familia de las primuláceas.

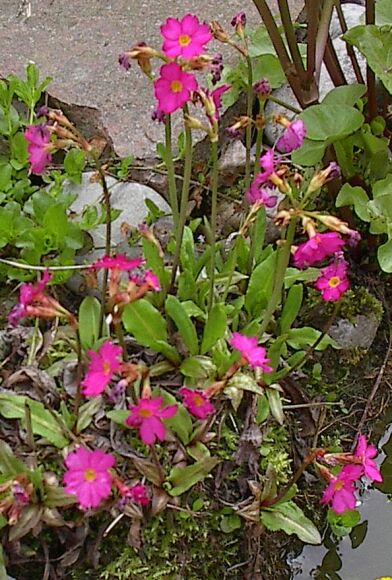
Vista de la planta en su hábitat

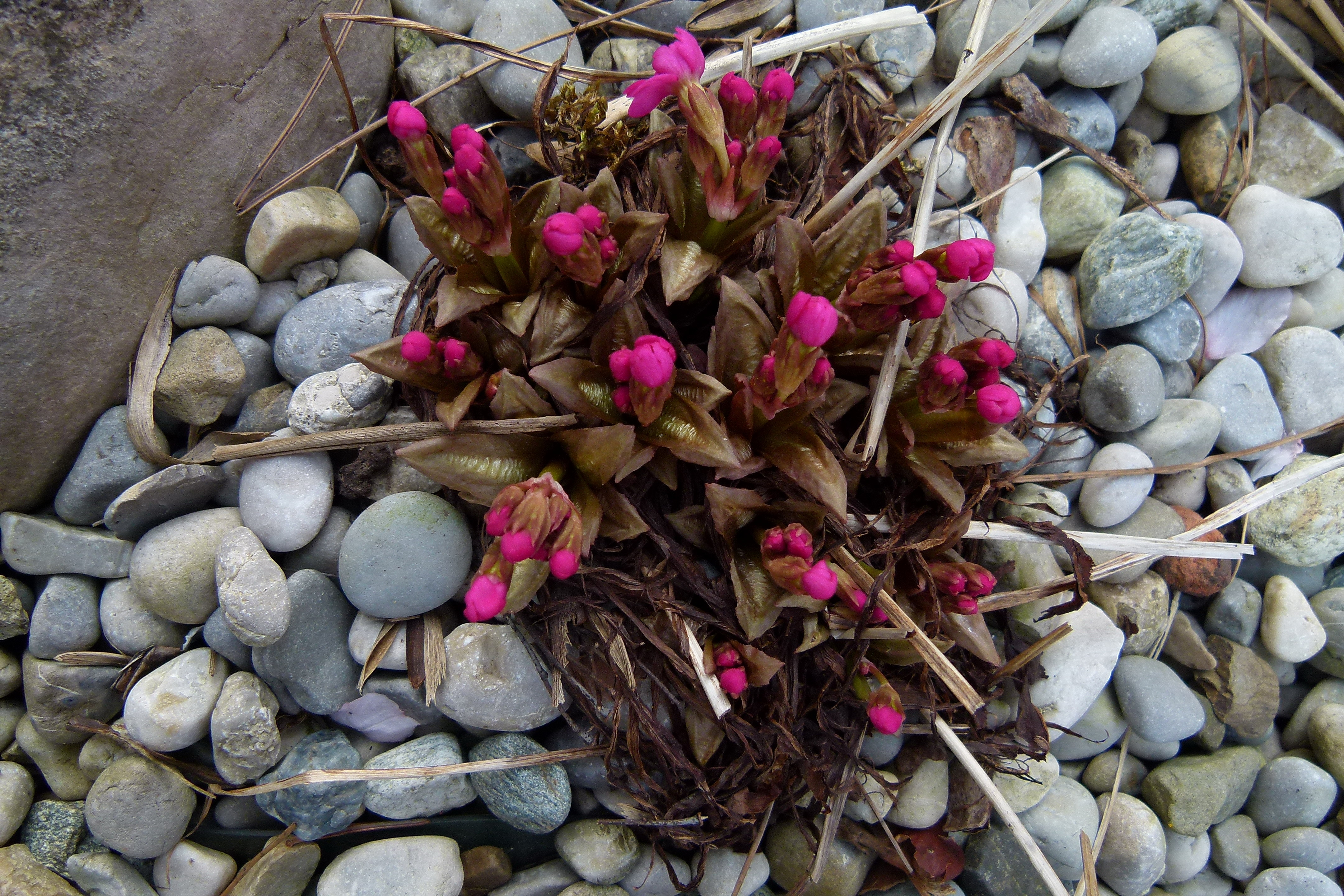
Detalle de la planta

## Hábitat
Se encuentra en suelos nutrientes y ricos en calcio, en los húmedos bosques y prados de los Himalayas.
Muy cultivada en jardinería de zonas de clima templado frío.

## Descripción
Se trata de una planta herbácea de bajo crecimiento, perenne de desarrollo anual. La eclosión de flores de intenso color rosa se producen en la primavera entre abril y mayo, estando en racimos redondeados de flores muy tubulosas, en los extremos de unos tallos erguidos.
Las hojas, ovaladas, dentadas y de color verde, brotan después de las flores y de jóvenes muestran un tono rojizo.

## Hábitat
Se encuentra de modo natural en los prados alpinos de los Himalayas. Prefiere vegetar en lugares sombríos de suelo húmedo, aunque se adapta también al pleno sol.
Crece en suelos profundos, con pH entre 6,5 y 7, y ricos en humus, donde el suelo siempre se mantiene húmedo.

## Taxonomía
Primula rosea fue descrita por John Forbes Royle y publicado en Illustrations of the Botany ... of the Himalayan Mountains ... 311, pl. 75, f. 1. 1836.
Etimología
Primula: nombre genérico que proviene del latín primus o primulus = "primero", y refiriéndose a su temprana floración. En la época medieval, la margarita fue llamada primula veris o "primogénita de primavera".
rosea: epíteto latino que significa "de color rosa".
Sinonimia
- Aleuritia rosea (Royle) Soják	[4]